# Santa Barbara Machine Head
Santa Barbara Machine Head byla krátce existující britská skupina, hrající elektrické blues. Skupina existovala v roce 1967 a nahrála několik instrumentálních skladeb pro Immediate Records: „Albert“, „orcupine Juice“ a „Rubber Monkey“, které vyšly v roce 1968 na kompilačním albu Blues Anytime Vol. 3. Všichni členové se později stali slavnými v různých skupinách.

## Členové
- Twink – bicí
- Kim Gardner – baskytara
- Jon Lord – klávesy
- Ronnie Wood – kytara